# Elezioni legislative in Francia del 1799
Le Elezioni legislative in Francia del 1799 ebbero luogo il 20 e 27 germinale anno VII (9 e 16 aprile 1799). Queste furono le ultime elezioni sotto il Direttorio ma anche le ultime elezioni legislative libere prima del 1815.
L'elezione avviene mediante suffragio censitario, secondo la Costituzione francese del 1795.

## Contesto
Dopo le elezioni legislative in Francia del 1798, la maggioranza giacobina, guidata da Jean-Antoine Marbot e Jean-Baptiste Jourdan, ha vessato il Direttorio, con l'appoggio occasionale di deputati Termidoriani esasperati dagli eccessi dell'esecutivo.
Dopo la perdita dell'Italia, il ministro della Guerra, Barthélemy Scherer, fu accusato di trarre profitto da appalti statali e portato davanti a una commissione d'inchiesta. In questa occasione Luciano Bonaparte si affermò come il leader degli oppositori di sinistra, anche se lui stesso non era propriamente giacobino.
In questo contesto, il Direttorio non osa organizzare lo stesso sistema di controllo e pressione delle elezioni precedenti. Non invia molte istruzioni ai commissari volte a favorire l’elezione dei candidati approvati dal governo, comuni l'anno precedente e cerca di giocare la carta della pacificazione e della continuità. Quando il ministro degli Interni, Nicolas François de Neufchâteau, invitò, nella sua circolare del 14 Ventoso anno VII, i ricchi a respingere "gli assassini che trasportano la picca sormontata dalla testa insanguinata di Féraud" e a "uccidere l'idra a due teste, realismo infame e terrorismo vile”, il Corpo legislativo, a maggioranza giacobina, condanna questo “intervento inammissibile e incriminante”.

## Svolgimento
Durante le operazioni elettorali, 27 dipartimenti hanno subito scissioni, contro i 25 dell'anno VI, e le assemblee sono state meno agitate che nell'anno VI. A livello nazionale la partecipazione scese all'11,5%, rispetto al 20% nel 1798; scende dal 30 al 15% in Alsazia. Dei 79 candidati all’uscita raccomandati dal governo, 43 sono stati sconfitti. Questo vale anche per 39 dei 64 nuovi candidati ufficiali. Inoltre, su 44 candidati proposti dall'uno o dall'altro dei consiglieri, solo 6 sono stati eletti.
I Termidoriani, non riuscendo ad ottenere deputati, ottengono una sonora sconfitta, mentre si rafforzano i monarchici.
Se questa sconfitta dei direttori ci porta erroneamente a credere in una vittoria dei giacobini, i nuovi eletti hanno opinioni molto diverse, a parte la loro opposizione al Direttorio. Queste elezioni furono seguite dal colpo di stato del 30 pratile anno VII (18 giugno 1799).

## Risultati
La vittoria andò ai Montagnardi di Sinistra, che ottennero però meno risultati delle elezioni precedenti, con il 48% dei voti e 80 deputati al Consiglio dei Cinquecento e 40 al Consiglio degli Anziani. Ciò portò il partito a detenere un totale di 198 seggi ai Cinquecento e 99 agli Anziani.
Per i Clichiani di Centro-destra ottimi risultati: 50 deputati al Consiglio dei Cinquecento e 25 al Consiglio degli Anziani (30% dei voti). Ciò portò il partito a detenere un totale di 146 seggi ai Cinquecento e 73 agli Anziani.
Anche per gli Ultrarealisti fu una buona tornata elettorale, con 26 deputati al Consiglio dei Cinquecento e 13 al Consiglio degli Anziani (16% dei voti). Ciò portò il partito a detenere un totale di 24 seggi ai Cinquecento e 12 agli Anziani.
Risultati anche per gli Eguali di Estrema sinistra, che ottennero 10 deputati al Consiglio dei Cinquecento e 5 al Consiglio degli Anziani  (cioè il 6% dei voti). Ciò portò il partito a detenere un totale di 10 seggi ai Cinquecento e 5 agli Anziani.
Nessun risultato per i Termidoriani, che già detengono 82 seggi ai Cinquecento e 41 agli Anziani. Ad essi si aggiungono gli Indipendenti, 41 ai Cinquecento e 20 agli Anziani.